# Кедровий сланець
Кедро́вий сла́нець, кедр-стелю́чка, сосна сланка́ (Pinus pumila) — сланкий чагарниковий вид роду сосна родини соснових. Сланка форма росту зумовлена суворими умовами зростання.

## Опис
Кущ, або невисоке деревце, виростає 1—3 м у висоту, також як виняток — до висоти 5 м.
Хвоїнки довжиною 4—6 см зібрані в пучки по п'ять. Шишки до 6 см завдовжки, несуть між лусками насіння — невеликі їстівні горішки. Росте повільно. Може зростатися із сусідніми деревами придатковими коренями та гілками. Утворює непролазні хащі, подібні до криволісь гірської сосни в Карпатах.

## Життєва форма
Ця низькоросла сосна має властивість полягати в холодну пору року, щоб сховатись під сніговим покривом та уникнути несприятливого впливу погодних умов. Навесні гілки випростовуються і ростуть ортотропно. Такі властивості мають і інші стелюхи. Цикл полягання і випростовування пагонів кедрового сланця описаний російським письменником-дисидентом Варламом Шаламовим в оповіданні СТЛАНИК [Архівовано 28 липня 2013 у Wayback Machine.]

## Поширення
Росте в горах до висот 2000 м над рівнем моря.
Країни зростання: Китай (провінції: Хейлунцзян, Цзілінь, Ляонін, Внутрішня Монголія), Японія, Корея (Корейська Народно-Демократична Республіка, Республіка Корея), Монголія, Росія. В Росії поширена на території Чукотки, Якутії, Сахаліну, Камчатки, в Магаданській і Амурській областях і в Хабаровському краї, заходячи місцями за полярне коло.

## Значення
Кедровий сланець — цінна ґрунтозахисна рослина; дає корм і притулок взимку промисловим звірам, особливо вивіркам, соболям та ведмедям. Хвоя багата на вітамін С, в давнину використовувалась як засіб проти цинги. З насіння сланцю одержують ефірні олії, з деревини скипидар, смоли.